# 53rd Street
53rd Street – stacja metra nowojorskiego, na linii N i R. Znajduje się w dzielnicy Brooklyn, w Nowym Jorku i zlokalizowana jest pomiędzy stacjami 45th Street i 59th Street. Została otwarta 13 września 1915.